# Волковиський Лев Ізраїлевич
Ле́в Ізра́їлевич Волкови́ський (* 18 березня 1913, Білосток — † 5 травня 1992) — український та російський математик.

## Короткий життєпис
Походить з сім'ї вчителя. 1923 року родина переїхала в Москву.
1935 року закінчує фізико-математичний факультет Московського державного педагогічного інституту.
1937 закінчив аспірантуру Науково-дослідного інституту математики Московського державного університету, в червні того ж року захистив кандидатську дисертацію.
У 1931—1937 роках працював асистентом у різних вузах Москви.
У вересні 1937 адміністративно виселений в Халтурін Кіровської області, висилку було знято восени 1939 року.
Реабілітовує його у травні 1940 рекомендаційний лист, підписаний академіками А. Колмогоровим, М. Лаврентьєвим та професором І. Гельфантом. Повертається до Москви, за скеруванням працює у Томському педінституті.
1947 року затверджує докторантуру в Математичному інституті ім. Стєклова.
У 1947—1951 роках — старший науковий співробітник Львівського філіалу Інституту математики АН УРСР.
У той самий час працював доцентом (1947—1950) та професором (1950—1951) кафедри математичного аналізу Львівського університету.
1951 року переходить на постійну роботу в університеті — завідувачем кафедри теорії функцій та теорії ймовірності.
У 1955—1965 роках — професор та завідувач кафедри Пермського державного університету.
1965—1982 роки — професор, завідувач, 1982—1986 — професор — консультант кафедри математичного аналізу Ташкентського університету.
Його роботи стосуються:
- досліджень теорії квазіконформних відображень,
- теорії ріманових поверхонь,
- цілих і мероморфних функцій.